# ملون حمض شيف الدوري
يستخدم ملون حمض شيف الدوري (PAS) في الدراسات النسيجية لإثبات وجود الكربوهيدرات ومركبات الكربوهيدرات مثل عديد السكاريد، الموسين، الغليكوجين، ومكونات جدار الخلية الفطرية، يستخدم أيضًا في اكتشاف الغليكوجين في الأنسجة مثل عضلات الهيكل العظمي والكبد وعضلات القلب، ويستخدم المقاطع النسيجية المثبتة بالفورمالين والمضمنة بالبارافين.
وتجدر الإشارة إلى أن ملون حمض شيف الدوري ليس فقط في الغليكوجين وإنما في عديدات السكاريد والسكاريد المخاطية المحايدة والبروتينات المخاطية والدهون السكرية وبعض الدهون غير المشبعة تلون بهذا التفاعل أيضًا.

## مبدأ ملون حمض شيف الدوري
هوعملية مؤكسدة حيث تتفاعل بعض عديدات السكاريد مع الحمض الدوري لإنتاج مركب مؤكسد (ألدهيد) ويتم الكشف عن الألدهيدات من خلال اللون الأحمرأو الوردي أو الأرجواني بسبب تثبيت عديم اللون فوكسين شيف، يرتبط حمض شيف الدوري بإنزيمات الدياستاز المسؤولة عن تحويل النشا إلى المالتوز ثم بالتتابع إلى الجلوكوز، أثناء تحويل الجلوكوز تظهر البقعة باللون الوردي الذي يحدد الثبات داخل الخلايا أو خارجها، ويستخدم الهيماتوكسيلين أو الميثيل الأخضر لتلطيخ النوى.

## حالات التلون بحمض شيف الدوري[6]
| تلون إيجابي طبيعي  | تلون إيجابي -مرض                 | تلون سلبي                                    |
| ------------------ | -------------------------------- | -------------------------------------------- |
| غشاء قاعدي         | ساركوما                          | أنواع الأنسجة الضامة الوسيطة البسيطة الحمضية |
| فطريات             | أورام                            | الأنسجة الضامة الحمضية المعقدة               |
| موسين              | سرطان الخلايا الكلوية            |                                              |
| جليكوجين           | داء القرنية                      |                                              |
| خافض للتوتر السطحي | الطفيليات                        |                                              |
|                    | لوكيميا الأرومة اللمفاوية الحادة |                                              |

## استخدامات ملون حمض شيف الدوري
- علم الخلايا: يتم استخدام هذه البقعة في تحديد الأورام ثم استخدامها في تشخيص الأورام السرطانية الغدية.[1]

- علم الأمراض: يستخدم في تشخيص أمراض الكبد والكلى.[1]

- الدراسات الفطرية: تستخدم لإثبات الخيوط الفطرية وأشكال الخميرة الفطرية في عينات الأنسجة لتحديد عدوى المبيضات البيضاء، الرشاشيات المدخنة، المكورات المستخفية الحديثة.[1]

- أمراض الجهاز العصبي: للكشف عن وجود الموسينات.[1]

- دراسات الرئة: تدرس البقعة الكريات غير المتبلورة أو الحبيبية للبروتين السنخي الرئوي.[1]

- الجلد: لدراسة الأجسام الكروية اليوزينية أو أجسام كامينو.[1]

- خزعات العضلات: لإثبات مكونات الجليكوجين.[1]

- للكشف عن سرطان البروستات وأمراض البنكرياس وتأثيرات الأمعاء الدقيقة والخصية.[1]

- التطبيق في الكيمياء الخلوية الأنزيمية للكشف عن الحبيبات.[1]

- مرض تخزين الجليكوجين.[7]

- مرض باجيت في الثدي.[8]

- يُستخدم لتحديد الجليكوجين في عينات خزعة الرئة للرضع المصابين بتكوين الجليكوجين الخلالي الرئوي.

- يمكن استخدامه لتسليط الضوء على شوائب الدهون فائقة الارتباط في داء الليبوفوسينيس.